# 徳川大坂城東六甲採石場
徳川大坂城東六甲採石場（とくがわおおさかじょうひがしろっこうさいせきば）は、兵庫県の六甲山地東部にある、徳川氏による大坂城築城時に使用された採石場の総称。西宮市・芦屋市・神戸市東灘区の山地や丘陵に分布している。
うち西宮市甲山町の遺跡が「大坂城石垣石丁場跡 東六甲石丁場跡」として国の史跡として指定されている。

## 概要
徳川大阪城は、元和6年（1620年）から寛永6年（1629年）までの10年をかけて建設された。大坂の陣後、豊臣秀吉によって築かれた大坂城を完全に埋めたあとに再築したもので、西国の大名54家を動員した天下普請として行われた。
この徳川大坂城の石垣を築く際には膨大な花崗岩が採石された。石垣は「打込みはぎ」「切込みはぎ」という切石積みとなっており、約100万石が使用されたと推定されているが、その約半数の石材が六甲山地の東部から採石された（ほか、生駒山地西麓や、小豆島、前島、犬島、塩飽諸島などの瀬戸内海の島々から採取された）。
1968年（昭和43年）、芦屋市奥山で刻印のある石材（刻印石）が見つかり、これによって徳川大坂城建設時の石切場が発見された。以後、六甲山地東部での分布調査が進められ、採石場が東西約6.5km、南北約2.5kmにわたって分布していること、これらの採石場は刻印（石材を保有する大名や作業担当者・管理上の情報などを示す符号や文字を刻んだもの）によって6つのグループに分けられることが判明した。おおむね東から「甲山刻印群」「北山刻印群」「越木岩刻印群」「岩ヶ平刻印群」「奥山刻印群」「城山刻印群」の6群に分かれている。
2018年（平成30年）2月13日、兵庫県西宮市甲山町（兵庫県立甲山森林公園内）にあった遺跡が「大坂城石垣石丁場跡 東六甲石丁場跡」として国史跡に指定された。香川県小豆島町岩谷にある遺跡（天狗岩丁場跡）が、「大坂城石垣石丁場跡」（1972年（昭和47年）3月16日指定）として国指定史跡とされていたところに追加指定（範囲変更）という形で行われたもので、香川県と兵庫県にまたがる史跡「大坂城石垣石丁場跡」の一部となる（小豆島の箇所については「大坂城石垣石丁場跡 小豆島石丁場跡」と名称変更された）。

## 芦屋市内でみられる徳川大阪城東六甲採石場関連石材

### 刻印石
以下の場所に刻印石が見られる。
- 三条八幡神社
- 市民センター前
- 芦屋大学
- 六麓荘緑地
- 岩園第二児童遊園
- 芦屋霊園
- 市立芦屋病院
- 朝日ヶ丘集会所
- 若宮まちかどひろば
- 臨港線沿い
- 美術博物館前庭